# Harry Bateman
Harry Bateman (n. 29 mai 1882 - d. 21 ianuarie 1946) a fost un matematician englez.
Domeniile în care s-a afirmat au fost: geometria, teoria ecuațiilor diferențiale și a electromagnetismului.
În 1914 a publicat lucrarea The Mathematical Analysis of Electrical and Optical Wave-motion ("Analiza matematică a undelor electrice și optice").
În 1928 a fost primit în Royal Society, iar în 1930 în National Academy of Sciences.
1. 1 2  MacTutor History of Mathematics archive, accesat în 22 august 2017
2. ↑  United States World War I draft registration[*] Verificați valoarea |titlelink= (ajutor)
3. ↑   (PDF) http://www.nasonline.org/publications/biographical-memoirs/memoir-pdfs/bateman-harry.pdf Lipsește sau este vid: |title= (ajutor)
4. ↑  „Harry Bateman”, Gemeinsame Normdatei, accesat în 17 decembrie 2014
5. ↑  „Harry Bateman”, Gemeinsame Normdatei, accesat în 4 mai 2014
6. ↑  Harry Bateman, SNAC, accesat în 9 octombrie 2017
7. 1 2 3 4 5 6 7 8  MacTutor History of Mathematics archive
8. ↑  Quarterly of Applied Mathematics, 1946, p. 105
9. ↑   https://www.mtn-view.com/internet-database/ Lipsește sau este vid: |title= (ajutor)
10. 1 2 3  „Harry Bateman”, Gemeinsame Normdatei, accesat în 20 martie 2015
11. ↑  Genealogia matematicienilor
12. ↑  , p. 89 https://www.ams.org/journals/bull/1948-54-01/S0002-9904-1948-08955-8/ Lipsește sau este vid: |title= (ajutor)